# Macchinista teatrale
Il macchinista è una figura professionale che esercita nell'ambito dello spettacolo, dal teatro al cinema e alla televisione. Il suo lavoro consiste nel costruire, montare, smontare e, dove è necessario, muovere degli elementi scenografici.

## Competenze
Il macchinista deve essere pratico nell'utilizzo delle attrezzature specifiche per il montaggio e lo smontaggio delle scenografie, saper adattare la scenografia in relazione alle diverse tipologie di palcoscenico, saper individuare la sequenza più idonea allo stoccaggio e allo stivaggio del materiale di scena, conoscere e utilizzare i macchinari e le strutture per la movimentazione delle scene, anche durante lo spettacolo. Lo strumento fondamentale del macchinista è il martello da macchinista, detto "fiorentino" dal suo ideatore Primo macchinista del Teatro La Pergola di Firenze, originariamente fatto dal ferro dei binari del treno. Ad oggi il macchinista monta quasi tutta la scena con l'avvitatore, data la comodità dell'uso delle viti rispetto a quello dei chiodi. Inoltre il macchinista è il tecnico che dalla graticcia fa scendere le corde, sulle quali poi verranno attaccati gli stangoni, cui si appenderanno i fondali, e le americane, cui si attaccheranno i proiettori.